# Igreja Evangélica Congregacional em Angola
A Igreja Evangélica Congregacional em Angola (IECA) é uma denominação congregacional, fundada pela união do trabalho iniciado em 1880 pela Junta Americana de Comissionados para Missões Estrangeiras (das Igrejas Congregacionais Norte-Americanas, actualmente Igreja Unida de Cristo), e a missão iniciada em 1886 pelas Igrejas Congregacionais do Canadá (atualmente, Igreja Unida do Canadá).
A IECA é a maior denominação protestante do país, conhecida pela administração de escolas e hospitais.

## História

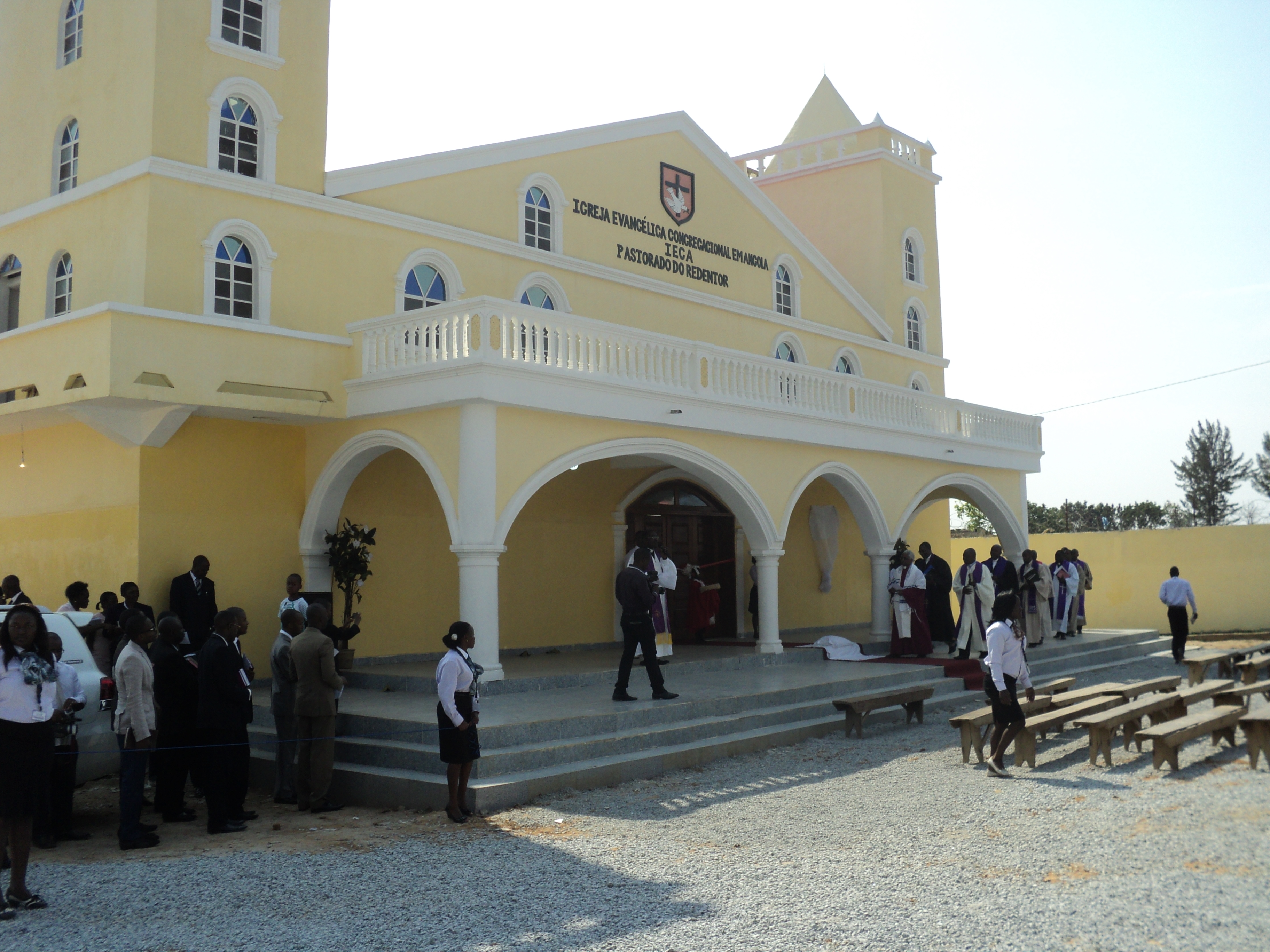
Igreja Evangélica Congregacional em Angola

Em 1940 foi aberta uma escola teológica, e a graduação de vários pastores resultou em um significativo crescimento e desenvolvimento na vida da Igreja. Durante o período de 1957 até a independência de Angola em 1975, o trabalho das duas denominações (a norte-americana e a canadense) foi unido e passou a ser chamado de Conselho das Igrejas Evangélicas em Angola Central. Após a independência o nome foi mudado para a Igreja Evangélica Congregacional em Angola. 
A IECA teve forte adesão em determinadas regiões do país. Além de 60 escolas primárias e 3 secundárias, tinha o mais alto programa médico desenvolvido no território e um extenso serviço de saúde pública rural. Durante a guerra civil, a infra-estrutura nas zonas rurais foi completamente destruída e a igreja foi dividida em duas: uma na área rural e outra na cidade. A reunificação dos dois grupos só foi completada em 1996.
Desde 1977, o trabalho evangelístico se estendeu às zonas rurais. Novos convertidos se uniram à Igreja, que cresceu e se espalhou por todo o país, atingindo 15 províncias.
De acordo com a sua constituição as funções do IECA são: manter o Culto Divino e a difusão da fé cristã, e manifestar revelar no serviço de amor para todos os seres humanos. Por isso a Igreja está levando a cabo um plano estratégico com os diferentes programas de alfabetização e de educação, saúde, agricultura, de paz, reconciliação e de direitos humanos. Para este trabalho, a Igreja tem  se movido de uma missão rural para uma missão urbano-rural. A reconstrução da infra-estrutura rural, a fim de ajudar as pessoas a reconstruírem as suas vidas é uma tarefa urgente. Ao mesmo tempo, a Igreja tem que reforçar sua missão urbana. 
Em 2006, a denominação tinha cerca de 950.000 membros, em 2.800 congregações.
Em 2010, foi ralatado que a denominação tinha 1.000.000 membros, em 2.900 congregações, com 800 dirigentes espirituais (160 pastores, 260 diáconos e 380 diaconisas).
Além disso, a denominação é a segunda mais antiga denominação evangélica de Angola, totalmente independente. Seus pastores são agora formados em um seminário interdenominacional no Huambo. A IECA participa plenamente das atividades e programas ecumênicos em Angola.

### Possível união com a Igreja Congregacional Unida da África Austral
Em 2022, a Igreja Congregacional Unida da África Austral votou, em sua assembleia geral, para iniciar o processo de adesão da Igreja Evangélica Congregacional de Angola (IECA) como um sínodo nacional e aprovou iniciar missões no Malawi. Todavia, a IECA não concluiu o processo de adesão.

## Relações intereclesiásticas
A IECA é um dos membros fundadores do Concílio de Igrejas Cristãs de Angola (CICA). Além disso, é membro do Concílio Mundial das Igrejas, e Comunhão Mundial das Igrejas Reformadas.